# مقاطعة وارين (بنسلفانيا)
مقاطعة وارين (بالإنجليزية: Warren County, Pennsylvania)‏ هي إحدى مقاطعات ولاية بنسلفانيا في الولايات المتحدة. بلغ عدد سكانها 41815 نسمة في عام 2010 حسب إحصاء مكتب تعداد الولايات المتحدة.

## أعلام
- جيمس إس. بيرغر
- هنري جوستين الن
- ديفيد سبنسر فوكس

## وصلات خارجية
- www.warrencountypa.net